# Les Citadelles
La revue/anthologie de poésie Les Citadelles est animée par Philippe Démeron (directeur de la publication), avec un comité de rédaction. Elle parait annuellement sur papier.
Des poètes reconnus (par exemple l'irlandais John Montague) lui ont donné à publier des textes, parfois inédits, dont ils lui ont confié la traduction en français.
Elle accueille parmi ses auteurs plusieurs créateurs et animateurs de sites ou blogs de poésie.

## Historique
La revue a été fondée par Philippe Démeron et Roger Lecomte, l’un résidant à Paris, l’autre à Nice. Son premier numéro a paru en 1996, le numéro vingt-deux en 2017. Les fondateurs continuent à écrire des poèmes pour la revue, dont le nombre de pages, 65 en 1996, est depuis 2000 de l'ordre de 150.

## Le titreLes Citadelles
Dans une adresse au lecteur, en tête du premier numéro, Philippe Démeron présente ainsi la revue :
« Sur les frontières de l’imaginaire se dressent nos citadelles. Nos bastions ne sont pas belliqueux… Nos forteresses n’ont ni canons ni poudrières… Les remparts aussi savent être moussus, niches à recoins de vocabulaire, abris labyrinthiques de rythmes. »
De son côté, Roger Lecomte a donné son interprétation du titre dans une Chanson du chevalier publiée dans le numéro quatorze (2009) :
« N’écoute que ton chant, ta musique intérieure,
rejoins ta citadelle,
veille sur ses remparts. »
Depuis l’origine, la couverture est ornée d’un plan de citadelle en étoile. Rénovée en 2005 à partir du numéro dix, puis à nouveau en 2015 (numéro vingt), elle comporte toujours l'allégorie originelle, désormais entourée d’autres illustrations provenant du même livre de 1684 : Les travaux de Mars ou l’art de la guerre, par Alain Manesson Mallet.
Dans le numéro vingt-deux (2017), Thierry Sinda, universitaire franco-congolais, interprète le titre des Citadelles de la manière suivante :  « La poésie doit être un rempart contre les agressions et les idées reçues de tout type. » 

## L’orientation de la revue
La revue permet au lecteur de faire connaissance avec de nombreux poètes français et étrangers. Certains poèmes en langue étrangère n'avaient jamais été traduits en français auparavant.
Philippe Démeron a publié dans le numéro vingt (2015) un article intitulé : « Les vingt ans d’un revuiste ». Il y expose sa conception, ouverte à la diversité des auteurs, des styles et des langues, dans laquelle la traduction joue un rôle indispensable. Pour lui, « la présentation bilingue ne juxtapose pas, elle a pour effet de construire un nouvel objet littéraire, un tout indissociable…».
Dans l’ensemble d’écritures diverses que propose la revue, une place est faite à la poésie en prose, par exemple dans le numéro vingt et un (2016) Extrêmes et lumineux de Christophe Manon, ainsi qu’à une réflexion sur les rapports entre le texte, l’image et même la musique. On trouve dans Les Citadelles des montages textes /photogrammes (Mauricio Hernandez, Marc Atkins (en), Joël Grip…), parfois des DVD de films comme dans les numéros treize (2008), quatorze (2009) et dix-huit (2013), et, dans chaque numéro, plusieurs illustrations. Dans le numéro dix-sept (2012), une partition musicale originale de Matthieu Lemennicier accompagnait un poème de François Coudray.

## Les auteurs publiés
Le numéro vingt-deux présente la liste complète des auteurs publiés depuis l’origine, au nombre d'environ 250.

### Poésie en français et en diverses langues
La revue publie principalement des contemporains, mais elle laisse une place aux poètes du passé. Une rubrique intitulée « Poètes pour nos jours » donne à lire des poètes d'aujourd’hui pour la plupart français, une vingtaine en 2017 comme en 2016. Plusieurs d’entre eux contribuent de manière régulière à la revue. Certains animent une revue, un site ou un blog de poésie .
Les Citadelles accueillent aussi des auteurs de langue française originaires d’autres pays que la France, et de nombreux poètes n'appartenant pas à la francophonie. Hormis les Hongrois et les Slovaques, les Irlandais, les Italiens et les poètes d'origine africaine, dont il est question plus loin, on peut mentionner, pour la période récente (2010-2017) : Rod Mengham & Marc Atkins (en) (Angleterre) ; Cristina Castello (Argentine) ; Edith Sommer (Autriche) ; Carles Hac Mor, Marcel Riera, Marta Pessarrodona, Ester Xargay (Catalogne) ; Bella Clara Ventura (en) (Colombie); José Lezama Lima (Cuba) ; Ken Cockburn & Alec Finlay (en) (Écosse) ; Andy De Paoli (États-Unis) ; Stefania Asimakopoulou (Grèce) ; Takako Arai (Japon) ; Maria Grech Ganado (Malte), qui s'exprime à la fois en anglais et en maltais ; Mauricio Hernandez, Pedro Sin Cerebro (Mexique) ; Catrine Godin (Canada) ; Joël Grip (Suède) ; ainsi que des auteurs s'exprimant en yiddish (Yankev Fridman, Moyshé Szulstein), et même en nahuatl, langue amérindienne parlée au Mexique et au Guatemala.

### Hongrie, Slovaquie, Slovénie
Les premiers numéros contiennent des textes de plusieurs auteurs hongrois, traduits par Georges Timar (décédé en 2003), qui a été secrétaire puis vice-président du Pen Club de son pays à partir de 1994 ; le numéro six (2001) contient une anthologie de dix des principaux poètes hongrois du XXe siècle. Les numéros dix (2005) à douze (2007) présentent des auteurs de langue slovaque et slovène. De 2005 à 2007, la revue a été associée et invitée au festival « Ars Poetica » de Bratislava.

### Irlande
La revue manifeste un intérêt particulier pour les poètes irlandais, au premier rang desquels John Montague, auquel elle a consacré en 2007 un tiré à part réunissant les textes de lui qu’elle a publiés de 2002 à 2007. Dans le numéro 13 (2008), John Montague a évoqué en quelques poèmes son ami Samuel Beckett. Dans le numéro quatorze (2009), à l’occasion de son quatre-vingtième anniversaire, il a confié à la revue deux inédits. Présent en 2011 dans le numéro seize, avec des textes tirés de In my grandfather’s mansion (The Gallery Press, 2010), traduits par Philippe Démeron avec le concours de l’auteur, il a encore figuré en bonne place en 2012 avec trois poèmes dont « Silences » où l’on peut lire, au sujet de la poésie :
« It is a prayer before an unknown altar,
A spell to bless the silence. »
« C’est une prière devant un autel inconnu,
 Un charme pour bénir le silence. »
En 2009, le poète à l’honneur en tête de la revue a été l’irlandais du Nord Ciaran Carson (prononcer Kérenn Carson), également romancier et traducteur de langue anglaise, dont la revue a permis d’apprécier plusieurs traductions (de Baudelaire, Rimbaud, Mallarmé). Les Citadelles ont contribué à faire connaître aux lecteurs français Derek Mahon (en), lui aussi irlandais du Nord, né en 1941, auteur d’une œuvre saluée par de nombreux prix littéraires. Plusieurs de ses poèmes ont été reproduits dans la revue, traduits et commentés par Jacques Chuto.

### Italie
Le treizième numéro (2008) a présenté des poètes turinois regroupés autour des éditions Torino Poesia. Parmi eux, Eliana Deborah Langiu a participé également aux Citadelles en 2012 et 2013. Dans le numéro dix-neuf (2014), d’autres poètes italiens sont à l’honneur, en particulier Arnaldo Zambardi (it), en tête du numéro, déjà présent en 2012, et Alberto Toni (it), ainsi que Tina Emiliani, Francesco Varano… membres de l’Aleph, association de poésie fondée par Luigi Celi et son épouse Giulia Perroni à Rome. Dans le numéro vingt (2015) sont présentés des poèmes tirés du recueil Ombre désunie de Luigi Fontanella (en), membre de l’Aleph lui aussi, traduit en plusieurs langues, mais jusqu'alors inédit en France. Dans chacun des numéros vingt et un (2016) et vingt-deux (2017), un « cahier italien » a regroupé les textes de poètes appartenant pour la plupart à l’association précitée, et dont plusieurs ont contribué aux Citadelles au cours des années précédentes. S'y ajoutent dans le numéro vingt-deux des textes d'Attilio Bertolucci , poète du temps, présenté par Gabriella Palli Baroni et Giulia Perroni, et des textes de Franco Manescalchi, poète du quotidien, présenté par Francesco Varano. Depuis 2013, des rencontres ont eu lieu régulièrement entre Les Citadelles et le public italien de l’Aleph.

### D'Afrique et d'ailleurs
Dans le cadre du « Printemps des poètes des Afriques et d'ailleurs », la revue a publié dans son numéro vingt-deux (2017) vingt-quatre poètes d'origine africaine ou malgache, comorienne, guyanaise ou haïtienne. La plupart figurent dans l' Anthologie des poèmes d'amour des Afriques et d'ailleurs, publiée par Thierry Sinda.

## Les rubriques «Magazine» et «Brèves chroniques»
À la fin de la revue, un « Magazine » et de « Brèves chroniques » traitent de sujets divers relatifs à la poésie et rendent compte de publications récentes.

### Magazine
Comme exemples d’articles parus dans le « Magazine », ceux du numéro seize (2011), sous la forme de courts « manifestes » d’André Chenet et de Denis Hamel, ont ébauché un échange sur le thème « Poésie et révolution » ; dans le numéro dix-sept (2012), Dominique Thiébaut Lemaire a étudié l’œuvre du Suédois Tomas Tranströmer, prix Nobel de littérature 2011 ; dans le numéro dix-huit (2013), on peut lire « Quelle poésie pour nos jours ? » d’Arnaldo Zambardi (it) ; dans le numéro 21 (2016), Philippe Démeron a traduit et commenté un poème de William Butler Yeats commémorant le soulèvement irlandais de Pâques 1916 contre la domination anglaise. Dans le numéro vingt-deux (2017), sous le titre « Quelques notes sur l'écriture poétique de Vénus Khoury-Ghata », il a rapporté l'essentiel d'un entretien que lui a accordé cette poétesse franco-libanaise, dans lequel elle explique son recours à une forme qu'elle qualifie de « poésie narrative ». Dans une autre partie de l'entretien, elle esquisse une comparaison entre les esthétiques de la langue arabe et de la langue française, en trouvant l'une « ornée, pleine de métaphores et d'adjectifs », l'autre plus austère. Le même magazine du numéro vingt-deux comporte un article d'Arnaldo Zambardi sur le recueil de Luigi Fontanella, L'Adolescence et la nuit, pour la première fois traduit et publié en français.

### Brèves chroniques
Comme exemples de « Brèves chroniques », on trouve dans les numéros vingt et un (2016) et vingt-deux (2017) des comptes rendus synthétiques, accompagnés de photos montrant la couverture des livres dont il est question.